# Výbor na obranu demokracie

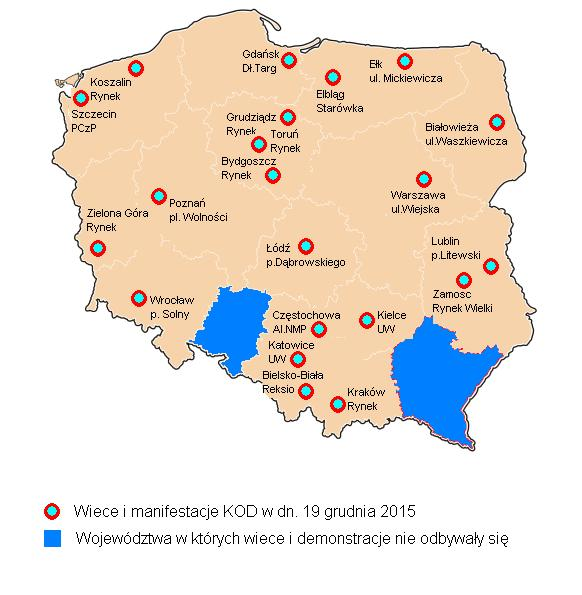
Demonstrace 19. prosince 2015 v Polsku
Vojvodství ve kterých se žádná demonstrace neuskutečnila

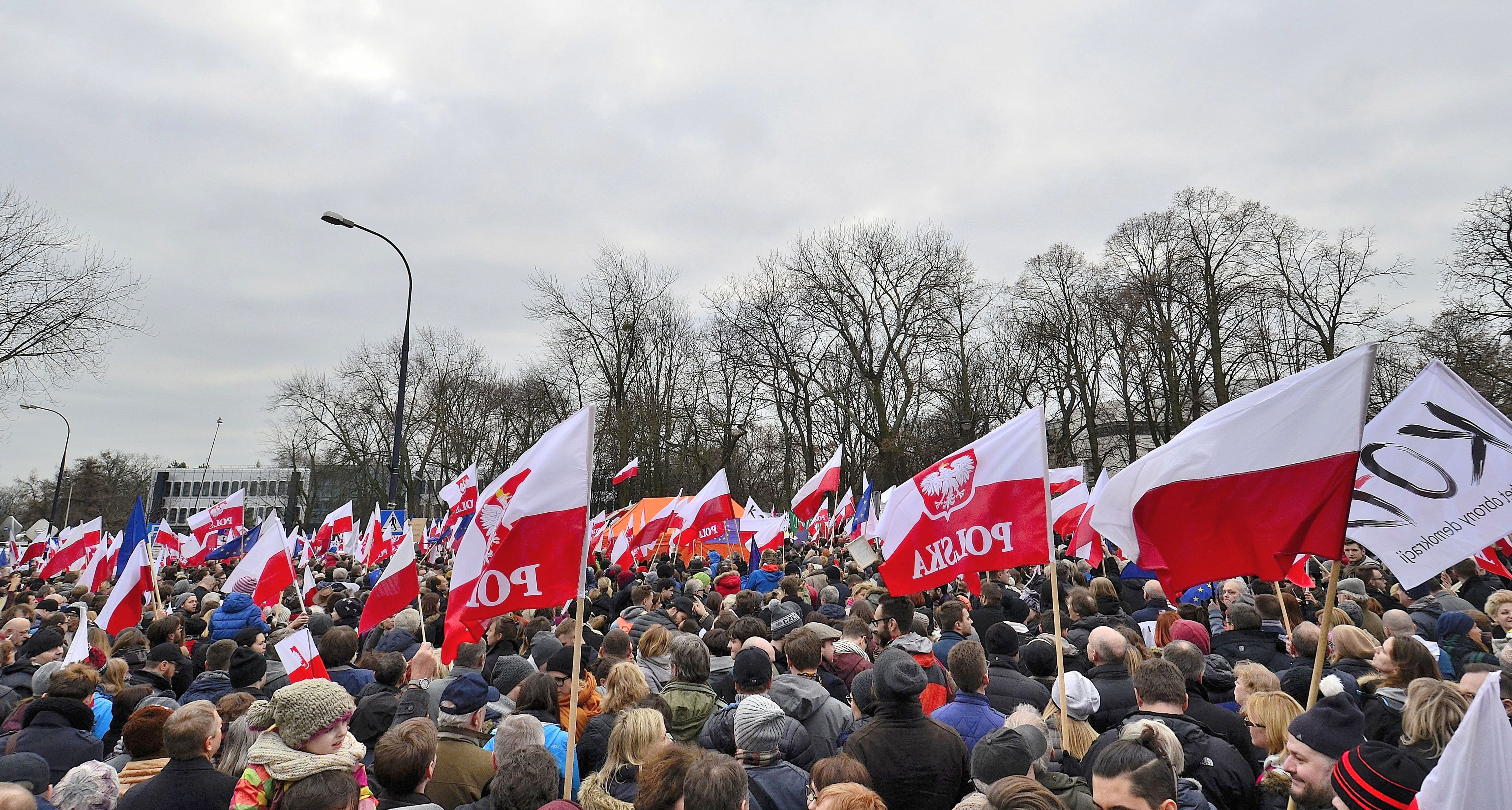
Demonstrace KOD (2015)

Výbor na obranu demokracie (polsky Komitet Obrony Demokracji, zkráceně KOD) je organizace polských občanů založená v listopadu 2015 v souvislosti s polskými parlamentními volbami na podzim 2015.

## Historie
Výbor byl založen na protest proti ovládnutí polské politické scény stranou Právo a spravedlnost (PiS), která má od voleb 25. listopadu 2015 většinu křesel v polském Sejmu.
Zakladatelé výboru navazují na tradici bývalého protikomunistického Výboru na obranu dělníků (Komitet Obrony Robotników), který byl založen v roce 1976.
Výbor není spojen s žádnou z politických stran působících v Polsku;[zdroj?] členové pocházejí ze všech stran na politické scéně, s výjimkou stran PiS a Kukiz'15, stejně jako marginálních pravicových skupin. Mateusz Kijowski je zakladatelem organizace s více než 40 000 příznivců na Facebooku.
Dne 26. listopadu 2015 členové výboru napsali otevřený dopis nazvaný „Dopis občanů právního státu Andrzeji Dudovi, prezidentovi Polska“. Vyzývají v něm prezidenta, aby přijal přísahu tří soudců Ústavního soudu, kteří byli zvoleni Sejmem předchozího 7. zákonodárného období.

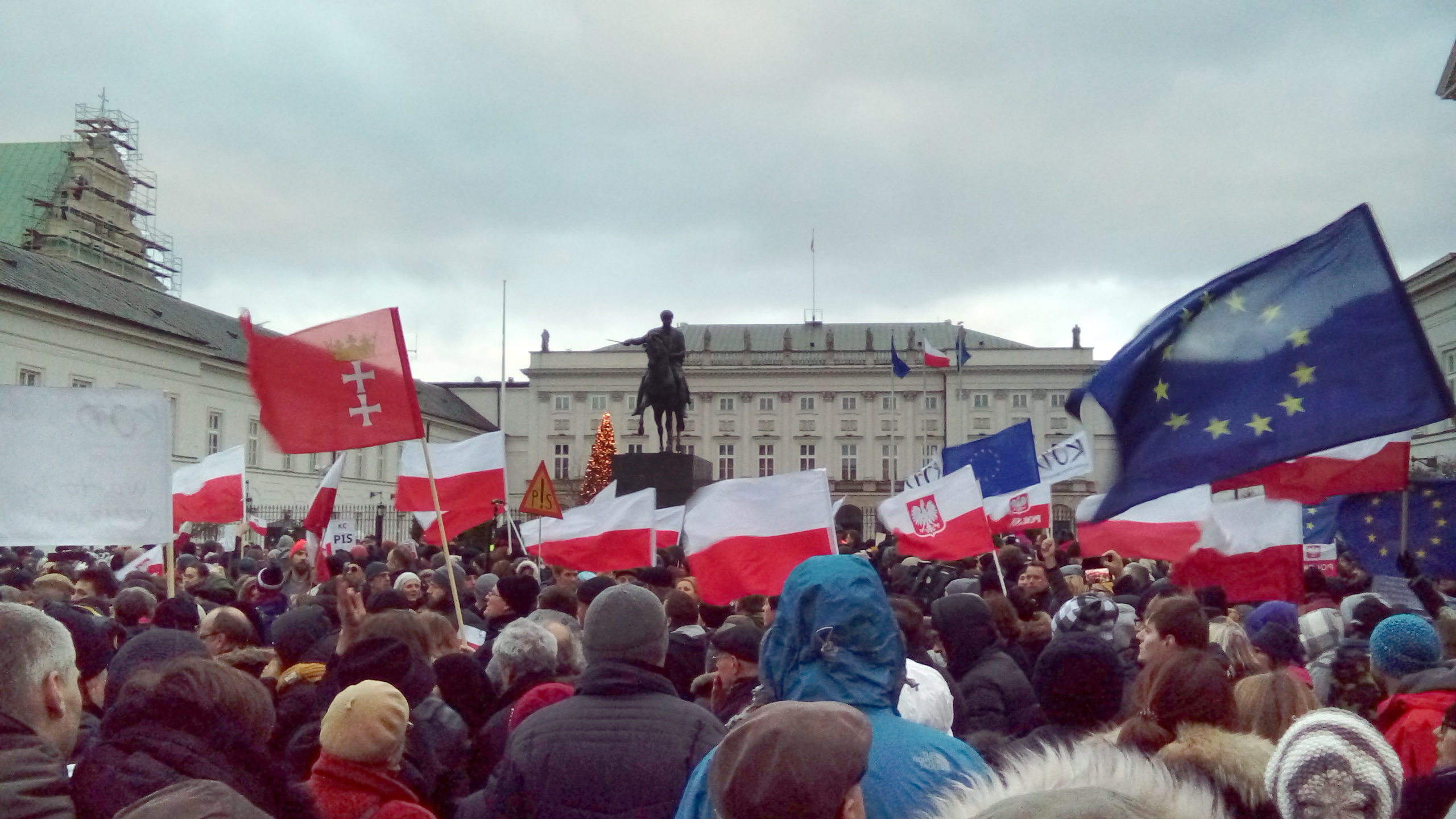
Protest před budovou prezidentského paláce ve Varšavě dne 12. prosince 2015.

Vzhledem k odmítnutí vlády zveřejnit legitimní rozhodnutí Ústavního soudu v polské Sbírce zákonů (Dziennik Ustaw), výbor vyzval občany k účasti na demonstraci dne 12. prosince 2015 před sídlem Ústavního soudu ve Varšavě a v dalších městech v Polsku. "Der Spiegel" odhadl počet demonstrantů ve Varšavě až na 50 000, což dokumentoval leteckými snímky. Demonstrace se konaly rovněž v dalších velkých městech Polska: Vratislav (přibližně 2000 lidí), Poznaň (přes 2000 lidí), Bílsko-Bělá (200), Lublin (500) a Štětín (přes 2000 lidí). Dne 13. prosince 2015 více než 3000 lidí demonstrovalo v Gdaňsku. Proti této demonstraci svolala o několik dní později protiakci vládní strana Právo a spravedlnost.
Výbor pro obranu demokracie zorganizoval další demonstrace dne 19. prosince 2015 v řadě polských měst (Poznaň (4000), Krakov (10000), Katovice (2000), Zamość (300), Lublin (800), Bílsko-Bělá (100), Štětín (1000), Lodž (500), Ełk (200), Bělověž (80), Gdaňsk (2000), Vratislav (3000), Čenstochová (2500), Toruň (200), Bydhošť (300), Koszalin (1000), Zelená Hora (500) aj). Protestující vyšli na ulice také v zahraničí (v Bruselu a v Londýně, kde žije polská diaspora). Hlavním setkáním byl protest ve Varšavě (přibližně 20000 lidí ) před budovou Sejmu, který se uskutečnil v duchu hesla "Cała Polska dziś się śmieje, zaczynamy mieć nadzieję" (Celé Polsko se dnes směje, začínáme doufat). Kromě místních účastníků z Varšavy se na demonstraci sjeli Poláci s několika dalších měst. Protest, který měl trvat do 16:00 však byl předčasně ukončen, a to kvůli bombovému poplachu.
Dne 9. ledna připravil Výbor na obranu demokracie další protesty v polských městech, a to v souvislosti s personálními i legislativními změnami okolo Polské televize. Protesty se dotkly celkem dvaceti měst; ve Varšavě se lidé shromáždili před sídlem TVP. Polská diaspora uskutečnila obdobná setkání i v dalších městech v zahraničí, včetně Prahy, Londýna a Stockholmu. V samotném Polsku měly protesty účast několika set až tisíců lidí.
Dne 7. května 2016 se při demonstraci ve Varšavě sešlo 240.000 příznivců KOD, aby vyjádřili nespokojenost s politikou vlády Beaty Szydlové.

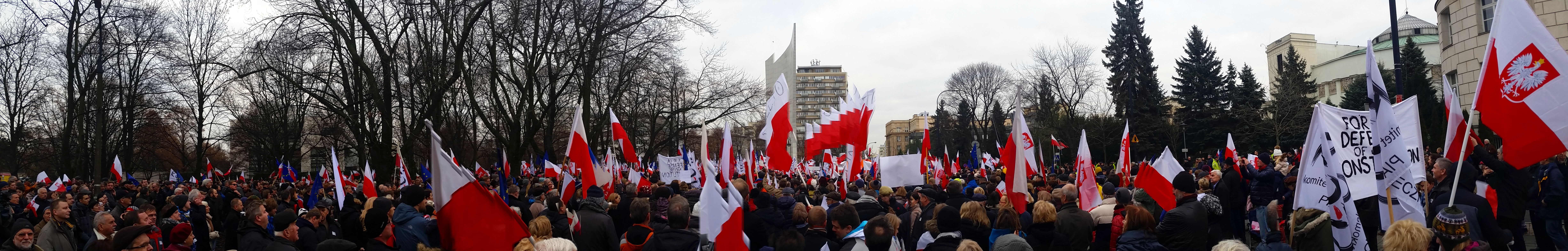
Demonstrace KOD (19.12.2015)

## Prominentní účastníci demonstrací (výběr)
- Lena Kolarska-Bobińska - (Občanská platforma)
- Andrzej Celiński
- Władysław Frasyniuk
- Roman Giertych
- Cezary Grabarczyk - (Občanská platforma)
- Hanna Gronkiewicz-Waltz - (Občanská platforma)
- Krystyna Janda
- Ryszard Kalisz
- Małgorzata Kidawa-Błońska - (Občanská platforma)
- Marek Kondrat
- Władysław Kosiniak-Kamysz
- Henryka Krzywonos - (Občanská platforma)
- Wojciech Lemański
- Tomasz Lis
- Karol Modzelewski
- Michał Boni - (Občanská platforma)
- Barbara Nowacka
- Daniel Olbrychski
- Janusz Onyszkiewicz
- Ryszard Petru - (Nowoczesna)
- Kamila Gasiuk-Pihowicz (Nowoczesna)
- Grzegorz Schetyna - (Občanská platforma)
- Radosław Sikorski - (Občanská platforma)
- Tomasz Siemoniak - (Občanská platforma)
- Sławomir Sierakowski
- Kazimiera Szczuka - (Partia Zieloni)
- Krystyna Szumilas - (Občanská platforma)
- Bogdan Zdrojewski - (Občanská platforma)